# 马蒂厄·费弗尔
马蒂厄·费弗尔（法語：Mathieu Faivre，1992年1月18日—）生于尼斯，是一名法国男子高山滑雪运动员。他的父亲是一名滑雪教练，他也在很小的时候便开始接触滑雪。最初他在位于阿尔卑斯山的Isola 2000滑雪场练习，15岁时，他前往萨瓦省，以便在更好的条件下训练。2010年，他在德国加米施-帕滕基兴完成了个人的世界杯分站赛首秀，2016年12月，他在瓦勒迪泽尔获得自己的首个世界杯分站赛金牌。费弗尔在2017年夏季开始和美国高山滑雪选手米凱拉·席弗琳交往，然而两人最终在2019年分手。